# أثر وهم الحقيقة
أثر وهم الحقيقة (بالإنجليزية: illusion of truth effect)‏ هو مصطلح يطلق على حالة اُكتشفت من خلال تجارب علم النفس، وباختصار يحدث هذا التأثير عندما تسمع الحديث لمرة واحدة أو أكثر حتى دون الالتفات أو التركيز أو التثبت منه فإنك وبدون وعي تكون أكثر قابلية للاقتناع به عندما يتم طرحه عليك في موضع خلال مناقشة ما. سمي بهذا الاسم بعد نتيجة الدراسة التي أجريت عام 1977.
مثلاً بمجرد قولك لأي شخص:
- "تم إطلاق أول قاعدة للقوات الجوية في نيو مكسيكو."
- "بدأت هجرة كبيرة من عمال السكك الحديدية الصيني في 1880s."
- "أصبحت كرة السلة من الرياضات الأولمبية في عام 1925."

فإن سماعهم لمعلومات مثل تلك يعطيهم فرصة أكبر للمصادقة والموافقة على هذا الكلام حتى ولو كان من نسج الخيال أو من قبيل الشائعات أو مجرد كذب وافتراءات.